# Tôi là ai? (phim ngắn năm 2004)
Tôi là ai? là bộ phim ngắn sản xuất năm 2004 do Lê Thanh Sơn đạo diễn kiêm diễn viên chính. Bộ phim là tác phẩm tốt nghiệp của anh và đã giành được giải Cánh diều Bạc hạng mục Phim video tại Giải cánh diều lần thứ 3.

## Nội dung
Bộ phim tập trung vào nhân vật Sơn, thành viên của một ban nhạc rock. Sau khi bị tai nạn, anh bị mất thị lực về màu sắc, chỉ có thể thấy mọi thứ xung quang mới hai màu đen-trắng. Sơn phải làm thích nghi với thay đổi này, anh thường xuyên uống cà phê vỉa hè, mỗi ngay lại sử dụng mỗi chiếc kính có màu sắc để cảm nhận lại cuộc sống. Ở khía cạnh khác, Sơn và ban nhạc tiếp tục cống hiến cho đam mê nghệ thuật.

## Phân vai
- Lê Thanh Sơn vai Sơn

## Nhạc phim
| STT | Nhan đề                 | Thể hiện          | Thời lượng |
| --- | ----------------------- | ----------------- | ---------- |
| 1.  | "Bay"                   | Metronome         |            |
| 2.  | "Về"                    | Metronome         |            |
| 3.  | "Tôi đi tìm tôi"        | Nhóm Tiết tấu mới |            |
| 4.  | "The Spirit Carries On" | Dream Theater     |            |
| 5.  | "Who Am I"              | VietZeN Studio    |            |

## Đón nhận
Năm 2005, Tôi là ai được gửi đi tham dự Liên hoan phim Việt Nam quốc tế lần thứ hai tại Đại học Tổng hợp California - Hoa Kỳ.

### Giải thưởng
2005 - Cánh diều Bạc hạng mục Phim video tại Giải cánh diều lần thứ 3.

### Đánh giá
Tại Giải Cánh diều 2004, Tôi là ai được đánh giá nổi bật ở ngôn ngữ thể hiện rất hiện đại, phim mang đến cho khán giả thông điệp khi muốn biết mình là ai phải lắng nghe cuộc sống. Đạo diễn Lưu Trọng Ninh, trưởng ban giám khảo hạng mục mà bộ phim tham gia đã nhận xét: Nếu tác giả vẫn giữ được phong cách, suy nghĩ đã thể hiện trong “Tôi là ai?” thì đây sẽ là một gương mặt tương lai của điện ảnh Việt Nam.
Tác phẩm dự thi tốt nghiệp này của Lê Thanh Sơn được chấm điểm cao nhất trong kỳ thi. Đạo diễn Lê Dân, nhận xét “Phim này có thể đem dự thi trong một festival quốc tế!”.